# Hôtel du Mont-Joly
L'hôtel du Mont-Joly est un hôtel situé à Saint-Gervais-les-Bains, en France.

## Localisation
L'hôtel est situé dans le département français de la Haute-Savoie, sur la commune de Saint-Gervais-les-Bains aux n° 412, 428 et 448, avenue du Mont-Paccard, face au mont Joly (2525 m.), sommet pyramidal, sur la gauche qui domine le site de Saint-Gervais et qui lui donne son nom.

## Description

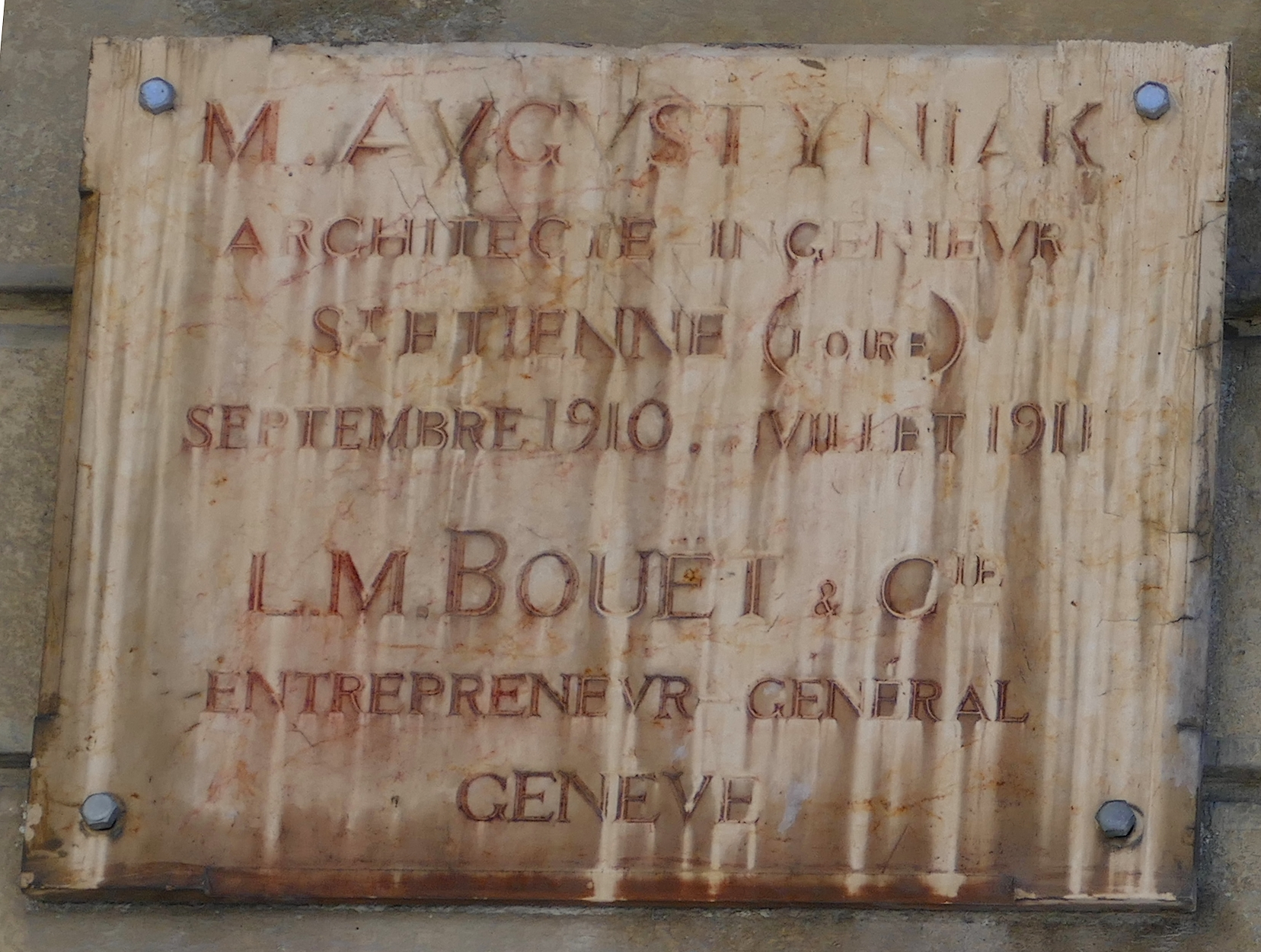
Plaque apposée sur l'hôtel du Mont-Joly.

On distingue trois parties dans la construction, à droite le bâtiment de l'architecte genevois Célestin Longerey (1861-1917), le plus ancien. Une partie centrale à ossature métallique, construite ensuite toujours par Longerey et enfin la partie à gauche construite en 1911, plus majestueuse et qui reprend, dans un style Art nouveau les éléments de la partie droite, c'est l'architecte Martin Augustyniak (1877-1934) qui réalise cette partie en essayant de donner une unité à l'ensemble.

## Historique
C'est l'un des premiers hôtels de luxe construits à Saint-Gervais, il marque expansion du tourisme lié au ski, à l'alpinisme et au thermalisme dans cette partie des Alpes à la fin du XIXe siècle et a reçu des clients célèbres. En 1947, l'hôtel est vendu et transformé en appartements individuels.
L'édifice est inscrit au titre des monuments historiques en 1997.